# Battle.net
Battle.net egy interaktív virtuális aréna, ahol az emberek online, a Blizzard Entertainment által készített 
Diablo, Diablo II, Diablo III, StarCraft, Starcraft II, Warcraft II, Warcraft III: Reign of Chaos, Warcraft III: The Frozen Throne és World of Warcraft, Hearthstone: Heroes of Warcraft, Heroes of the Storm, valamint az Overwatch játékokkal játszhatnak. A Battle.net használata az adott játék megvétele után ingyenes és korlátlan.
A World of Warcraft (és kiegészítői) egyszeri és havi díjjal rendelkeznek és nem a Battle.net hálózatot használják, de a játékba való bejelentkezéshez szükséges egy meglévő battle.net fiók, amihez csatolni kell az ezen rendszer bevezetése előtt külön létrehozott World of Warcraft fiókokat.